# Quinn Shephard
Quinn Shephard (28 de fevereiro de 1995) é uma atriz, roteirista, produtora, diretora e editora americana.

## Biografia
Ela teve seu avanço em Hollywood em 2006 em Unaccompanied Minors em 2006 para o qual ela foi nomeada para um Young Artist Award em 2007 na categoria de Best Young Ensemble em um longa-metragem. Ela começou a atuar quando era jovem, e estrelou em Harrison's Flowers, em 2000, From other worlds em 2004. Em 2009 ela teve um pequeno papel no Assassination of a High School President com Mischa Barton. Ela estrelou na peça The Crucible em 2010, Playhouse 22 no papel de Abigail Williams e em 2011 ela co-estrelou em Law and Order: Special Victims Unit no episódio "Lost Traveler" como a suspeita improvável Emma Butler. Em 2012, Shephard desempenhou o papel de Olive Flaxton no piloto CBS "Trooper", e teve um papel recorrente na CBS de Made in Jersey como Kate Garretti (infelizmente apenas um episódio com Shephard no ar: "Ridgewell"). Aos 18 anos, Quinn conseguiu um grande papel em 2013/2014 na serie Hostages da CBS. Ela interpreta Morgan Sanders (a filha do personagem de Toni Colettes). Além disso, Quinn é uma escritora/cineasta, cujo trabalho tem sido destaque na Garden State Film Festival. Ela acabou de completar seu primeiro roteiro de longa-metragem, "Blame". Quinn Shephard nasceu e cresceu na cidade de Nova York.

## Trabalhos
- Harrison's Flowers (2000)
- From other worlds (2004)
- Unaccompanied Minors (2006)
- Assassination of a High School President (2009)
- Hostages (2013)
- Midnight Sun (2018)
- Blame (2017)

## Curiosidades
- Suas cores favoritas são rosa e roxo;
- Ela adora cantar;
- Seu primeiro beijo foi com Tyler James Williams, no filme Unaccompanied Minors.

## Ligações Externas
- IMDB Page